# Hospital Santa Cruz
El Hospital Santa Cruz, también denominado Hospital de Santa Cruz, es un recinto hospitalario de tipo público de mediana complejidad y autogestionado en red perteneciente al Servicio de Salud O'Higgins, ubicado en Santa Cruz, provincia de Colchagua, Región de O'Higgins, Chile.

## Historia

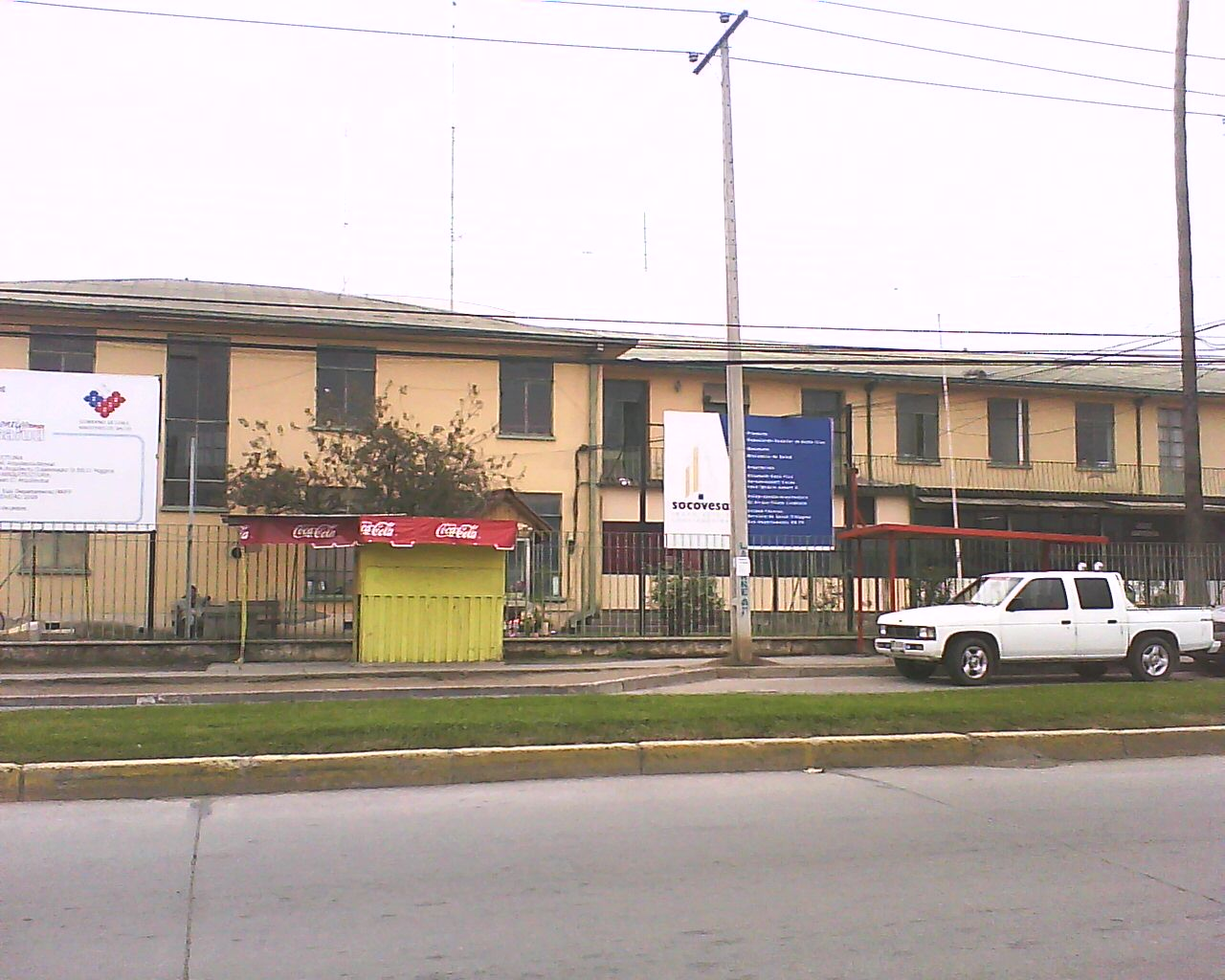
El antiguo hospital

Fue creado bajo la denominación de Hospital San Ramón en 1906, en el sector de la medialuna y en terrenos donados por el agricultor Ramón Sanfurgo. En 1950 se inicia la construcción de un nuevo edificio en Avenida Federico Errázuriz 921, finalizado en 1955, con el diseño del arquitecto Raúl de Ramón. Se inaugura el 17 de febrero de 1961. En septiembre de 2010 se inaugura un nuevo edificio. Actualmente cuenta con una dotación de 500 funcionarios.
Su actual director subrogante es Dr. Javier Villablanca Mundaca.